# Chef d'Œuvre
Chef d'Œuvre (Underværket - The Re-mohammed-ty Show), sous-titré de l'art, de la foi et du terrorisme, est une pièce de théâtre du dramaturge danois Christian Lollike écrite en 2005 et enregistrée pour la Radio Danoise la même année. Cette pièce évoque les liens très controversés entre l'art et le terrorisme, notamment en mettant en scène l'attentat des Tours Jumelles de 2001.

## Personnages
- A, un homme (le personnage interprète Mel Gibson)
- B, un homme (le personnage interprète Leonardo DiCaprio)
- C, un homme (le personnage interprète Samuel L. Jackson)
- D, une femme (le personnage interprète Julia Roberts)
- W, un homme (Mohammed Atta)
- X, une femme
- Y, une femme
- Z, un enfant
- M, un homme (le personnage interprète Mohammed Atta)

## Genèse
Cet ouvrage a été écrit à partir d'une célèbre citation de Karlheinz Stockhausen qui affirmait que l'attentat du 13 septembre 2001 était « la plus grande œuvre d'art pour le cosmos tout entier ». C'est autour de cette assertion polémique que Christian Lollike a développé sa pièce.
L'auteur s'est aussi inspiré de l'ouvrage Bienvenue dans le désert du réel de Slavoj Zizek.

## Résumé

### Prologue
Ce prologue de seulement quatre réplique n'a été utilisé que pour la première représentation de la pièce.
Dans ce prologue, quatre personnages se présentent comme étant Mel Gibson, Samuel L. Jackson, Leonardo DiCaprio et Julia Roberts. Les deux premiers affirment jouer dans un film sur « LES ÉTRANGERS » et les deux seconds dans une pièce « sur l'art, la foi et le terrorisme ».

### Première partie
A et B discutent à partir de la phrase polémique de Karlheinz Stockhausen affirmant que l'attentat des Tours jumelles est la plus belle œuvre d'art qui ait été. Ils comparent cet attentat à la famine en Afrique, cherchant à savoir qu'est-ce qui est le plus beau.
C et D parlent d’expériences artistiques radicales, comme Trappings de Vito Acconci, où les performeurs font des actions exhibitionnistes voire masochistes qui sont volontairement polémiques. Selon les personnages ces artistes recherchaient « l'essence du vrai ».
Les quatre personnages parlent ensemble. Ils affirment que cet attentat a été le seul moyen de sortir d'une réalité uniformisée par des institutions comme Hollywood pour devenir eux-mêmes.
Ils comparent ensuite l'attentat du 13 septembre au Titanic, avant de se rappeler que le sujet de la discussion est les « étrangers ». Ils racontent alors l'histoire de Mohammed jusqu'à l'attentat. Ils expliquent qu'il voulait aussi sortir de la réalité puis montrent toute la complexité qu'a été pour lui la réalisation de ce qu'ils appellent son « Chef d’œuvre ». Ils expliquent qu'un « Chef d’œuvre » est ce qui réveille l'homme de son indifférence envers la vie, indifférence causée par la banalisation du mal et de la souffrance, notamment grâce à la télévision.

### Deuxième partie
Quatre personnages, W, X, Y et Z racontent en parallèle leurs expériences traumatiques.
W est Mohammed Atta qui relate tout ce qu'il a vécu entre le moment où il a pris le bus pour aller à l'aéroport et la collision entre l'avion et l'une des tours.
X est une femme dont le mari, pompier, est mort en intervenant sur les lieux de l'attentat. Elle finit par se masturber avec le jouet camion de pompier de son fils.
Y est une femme tutsi hospitalisée qui a été violée par un groupe de hutus séropositifs. Cette attaque se situe dans le contexte du génocide au Rwanda.
Z, un enfant dont la sœur est morte dans un attentat religieux alors qu'ils se cachaient dans un gymnase, se tue en jouant avec une bombe derrière une église.

### Troisième partie
Dans ce monologue, M, qui dit être aussi Mohammed Atta, explique les raisons de son acte. Il dit que les sociétés occidentales n'ont plus aucune valeur et se confondent dans l'uniformité et le désir du profit. Il valorise au contraire les sociétés du Moyen-Orient et dit être prêt à tout pour le salut religieux des autres. Il ajoute que cela profit aux sociétés occidentales, car seule la catastrophe vend, dans la presse libre. Il conclut en affirmant que comme on ne peut pas savoir ce que c'est qu'être un homme, il ne « reste que la prière ».

## Mises en scènes
- 2013 : mise en scène Simon Delétang, Théâtre Les Ateliers[5]

## Traductions
- 2008 : Catherine-Lise Dubost, éditions théâtrales.